# قائمة جوائز وترشيحات ديف ليبارد
جوائز وترشيحات ديف ليبارد تلخص الترشيحات والجوائز لفرقة الروك الإنجليزية ديف ليبارد، التي نشأت في 1977 كجزء من حركة الموجة الجديدة لموسيقى الهيفي ميتال البريطانية.

## جائزة الموسيقى الأمريكية
جائزة الموسيقى الأمريكية هي مراسم جوائز سنوية ابتكرها ديك كلارك في 1973. رُشحت ديف ليبارد بما مجموعه سبع مرات بسبب شعبية الفرقة الواسعة في الولايات المتحدة.
| العام | المستلم/العمل المرشح | الجائزة                               | النتيجة |
| ----- | -------------------- | ------------------------------------- | ------- |
| 1984  | ديف ليبارد           | فرقة/ثنائي/مجموعة البوب/الروك المفضلة | رُشِّح     |
| 1984  | بايرومانيا           | ألبوم البوب/الروك المفضل              | رُشِّح     |
| 1989  | ديف ليبارد           | فرقة/ثنائي/مجموعة البوب/الروك المفضلة | رُشِّح     |
| 1989  | هستيريا              | ألبوم البوب/الروك المفضل              | رُشِّح     |
| 1989  | ديف ليبارد           | فنان الهيفي ميتال/الهارد روك المفضل   | فوز     |
| 1989  | هستيريا              | ألبوم الهيفي ميتال/الهارد روك المفضل  | فوز     |
| 1993  | ديف ليبارد           | فنان الهيفي ميتال/الهارد روك المفضل   | رُشِّح     |

## جوائز الأغاني المصورة لإم تي في
جوائز الأغاني المصورة لإم تي في هي مراسم جوائز سنوية أُنشئت في 1984 من قبل إم تي في. تلقت ديف ليبارد ست ترشيحات.
| العام | المستلم/العمل المرشح | الجائزة                   | النتيجة |
| ----- | -------------------- | ------------------------- | ------- |
| 1989  | «بور سام شغر أون مي» | أفضل فيديو هيفي ميتال     | رُشِّح     |
| 1989  | «بور سام شغر أون مي» | أفضل أداء مسرحي في فيديو  | رُشِّح     |
| 1992  | «ليتس غيت روكد»      | اختيار المشاهدين          | رُشِّح     |
| 1992  | «ليتس غيت روكد»      | أفضل فيديو ميتال/هارد روك | رُشِّح     |
| 1992  | «ليتس غيت روكد»      | أفضل تأثيرات خاصة         | رُشِّح     |
| 1992  | «ليتس غيت روكد»      | فيديو العام               | رُشِّح     |